# Miass
Miass (tiếng Nga: Миасс) là một thành phố Nga. Thành phố này thuộc chủ thể Chelyabinsk Oblast. Thành phố có dân số 158.420 người (theo điều tra dân số năm 2002. Đây là thành phố lớn thứ 108 của Nga theo dân số năm 2002.